# Footpads
Footpads je britský krátký film z roku 1895. Režisérem a producentem je Robert W. Paul (1869–1943). Film měl premiéru v květnu 1895 a jedná se o poslední film, na kterém se podíleli Paul a Acres společně.
Film patří mezi první snímky s kriminálním motivem. Zajímavá je i dekorace pozadí filmu, vzadu je vidět malovanou podobiznu Trafalgarského náměstí.

## Děj
Film zobrazuje muže s cylindrem a deštníkem, jak se prochází v deštivém počasí. Muže napadnou tři lupiči, ke kterým brzy přiběhne policista. Lupiči se ale nechtějí vzdát a probíhající rvačkou film končí.